# Școala comercială din București
Școala comercială din București este un monument istoric aflat pe teritoriul municipiului București.